# Rolls-Royce Controls and Data Services
La compañía Controls and Data Services, propiedad de Rolls-Royce Holdings, proporciona controles críticos de seguridad y soluciones de gestión de activos para energía industrial, aeroespacial y naval; tanto en el campo civil como en el militar. Produce programas informáticos de control de motores, controles electrónicos de motores (EEC), unidades de medida de combustible, bombas de combustible y actuadores de motores para una gran cantidad de aviones comerciales y militares. Todas estas partes juntas comprenden el sistema de control de un motor a reacción, responsable de entregar la cantidad correcta de combustible y mantener el motor en las debidas condiciones de seguridad.

## Historia
La compañía fue originalmente parte de Lucas Industries, responsable de producir sistemas de combustible para aviones. A partir de 1938, la compañía produjo sistemas de abastecimiento de combustible para aeronaves, especialmente durante la Segunda Guerra Mundial. En agosto de 1996, se fusionó (junto con el resto de Lucas Industries), con la norteamericana Varity Corporation para formar LucasVarity. En 1999, LucasVarity fue adquirida por TRW por 6600 millones de dólares, que vendió la sección Lucas Aerospace de la compañía a Goodrich Corporation por 1500  millones en 2002.
En 2008, Rolls-Royce fue el segundo mayor productor mundial de motores de aeronaves, por detrás de General Electric y por delante de Pratt & Whitney. A medida que el enfoque para la eficiencia del motor se desplaza hacia técnicas sofisticadas de control del motor, Rolls-Royce descubrió que podría quedarse atrás de sus competidores como la única de las tres compañías en subcontratar estos componentes clave. Rolls-Royce y Goodrich Corporation vieron una oportunidad de asociación, combinando la capacidad de fabricación existente de Goodrich con la experiencia de Rolls-Royce.
La empresa conjunta de controles de motor Rolls-Royce Goodrich se anunció el 14 de agosto de 2008, y el 22 de diciembre de 2008 se llegó a un acuerdo entre las dos compañías para formar 'Rolls-Royce Goodrich Engine Control Systems Limited' con el nombre comercial de Aero Engine Controls. En la formación de Aero Engine Controls, ambas compañías contribuyeron con más de 14 millones de libras en activos y efectivo a la empresa conjunta, y Rolls-Royce realizó un pago en efectivo a Goodrich Corporation de 100 millones de dólares.
Tras la adquisición de Goodrich por United Technologies Corporation en julio de 2012, Rolls-Royce anunció que compraría el 50% de Goodrich de Aero Engine Controls. La compra se completó el 10 de diciembre de 2012 y Aero Engine Controls pasó a ser propiedad exclusiva de Rolls-Royce Plc y una parte del grupo Rolls-Royce.
En 2014, Rolls-Royce anunció la fusión de dos subsidiarias de propiedad absoluta, Aero Engine Controls (AEC) y Optimized Systems and Solutions (OSyS), para formar un nuevo negocio, Controles y Servicios de Datos (CDS), que continuaría operando como parte del Grupo Rolls-Royce. El nuevo negocio reuniría sensores de equipos, controles y sistemas de monitorización, con análisis de funcionamiento y servicios de administración de mantenimiento, proporcionando una mayor información de los activos a un ritmo más rápido.

## Ubicaciones
- Birmingham, Reino Unido
Control y servicios de datos tiene su centro de fabricación e ingeniería en Birmingham y da trabajo a ~ 1800 empleados.
- Derby, Reino Unido
Este es un sitio de ingeniería de sistemas y software y emplea a ~ 300 ingenieros.
- Bristol, Reino Unido
- Belfast, Reino Unido
Este es un centro de ingeniería de software que se cerró el 31 de octubre de 2015, con la pérdida de 38 puestos de trabajo.[8]
- Houston, EE. UU.
- San Diego, EE. UU.
- Indianápolis, EE. UU.
Aunque la sucursal de Indianápolis es parte de la compañía, es una entidad legal separada con su propia junta directiva. Esto permite la participación en grandes contratos clasificados de defensa de EE. UU., lo que de otro modo no podría hacer por razones de seguridad nacional.[9]
La sucursal de Indianápolis se está expandiendo rápidamente y puede trabajar junto con la planta de fabricación de Rolls-Royce existente en la ciudad. Debido al rápido crecimiento y la demanda de experiencia en ingeniería, entre 2011 y 2013 Aero Engine Controls planeó agregar hasta 159 trabajos de ingeniería a los 89 contratados por entonces,[10] y tenía previsto "agregar una organización de ensamblaje y prueba en Indianápolis en los próximos años".[11]
- Wellington, Nueva Zelanda

## Participación en proyectos
Controls and Data Services proporciona equipos para algunos de los motores más avanzados y eficientes del mundo, tanto para aplicaciones civiles como militares. Las aeronaves notables para las que ha proporcionado sus componentes clave incluyen, pero no son exclusivas de:

### Larga distancia
* Boeing 787
* Boeing 777
* Boeing 747
* Boeing 767
* Airbus A380
* Airbus A330
* Airbus A350

### Regionales
* Embraer ERJ 145

### Reactores privados
* Gulfstream G650
* Gulfstream G350 y G550
* Bombardier Global Express

### Helicópteros
* Sea-King
* NHIndustries NH90
* EH101 Merlin

### Defensa
Controls and Data Services proporciona sistemas principales de postcombustión y sistemas de bombas centrífugas para motores de reacción militares modernos, que incluyen:
* Eurofighter Typhoon
* V22-Osprey
* McDonnell Douglas T-45 Goshawk
* BAE Hawk
* Northrop Grumman Global Hawk
* Lockheed Martin C-130J Super Hercules

## Inversiones
La compañía ha trasladado su sede a una instalación de fabricación y tecnología avanzada de 75 millones de libras en Birmingham Business Park. El nuevo edificio de 23.000 metros cuadrados, incorporará capacidades de tecnología, diseño, desarrollo, fabricación y prueba, con un espacio de expansión asociado. El centro de la compañía Controls and Data Services situado en Solihull posee un gran prestigio internacional en ingeniería, y se halla junto a las sedes de empresas como Arup y Jaguar Land Rover.